# Teghenik
Teghenik (en arménien Թեղենիք ; anciennement Tghit) est une communauté rurale du marz de Kotayk, en Arménie. Elle compte 681 habitants en 2008.